# オエノ島

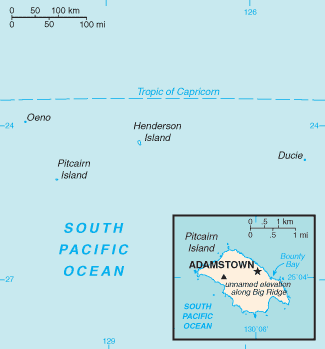
ピトケアン諸島の地図。出典:CIA World Factbook

オエノ島（オエノとう、Oeno Island、又はホリディ島、Holiday Islandとも呼ばれる）は、南太平洋にあるイギリスの海外領土のピトケアン諸島に属する島。ピトケアン島から北西143kmにある、面積約2km2の無人のサンゴ環礁からなり、サンディ島と共にオエノ珊瑚環礁を形成している。島の中央はラグーンで中央のラグーンを含む直径約5km、総面積20平方kmである。
ガビチョウの仲間であるウスハジロミズナギドリ（Murphy's Petrel）の生息地で、重要鳥類保護区域に指定されている。また島にポリネシアラット（ナンヨウネズミ）がいたが1997年に駆除された。

## 歴史
1819年6月イギリス東インド会社のヘラクレス号のジェームズ・ヘンダーソン船長により発見された。1822年（1823年）ロンドンのマーサ号のラルフ・ボンド船長が島を再発見。1824年1月26日にはアメリカの捕鯨船オエノ号のジョージ・ワース船長が島を訪れ、オエノ号の船の名前を島に命名。1858年から1893年の幾つかの船が島のラグーンで難破や沈没した。1902年7月10日にイギリスがオエノ島を領有。1938年にピトケアン諸島の一部としてイギリスの植民地に組み込まれた。